# Llac Llanquihue
El Llanquihue (lloc submergit en mapudungun), llac a la X Regió de Los Lagos (Xile) que té una extensió de 86.000 hectàrees que el converteix en el segon llac més gran de Xile després del llac General Carrera. Té una profunditat màxima de 350 m i està a una altitud de 70 m sobre el nivell del mar. A la seva riba es troben pintoresques ciutats que han tingut un important desenvolupament turístic com Puerto Varas, Frutillar, Puerto Octay i Llanquihue i balnearis com Las Cascadas o Ensenada.